# 南奔
南奔府的府治南奔於泰國北部，哈利奔猜王朝的Chama Thevi 女王9世紀設都於此。蒙王朝建立現在的泰國，哈利奔猜王朝他們在本區的末代勢力。
南奔在清邁南方26公里處，環境清幽，狀似海螺。城市沿Khuang河東岸發展，以護城河為界。南奔有一座北部最重要的寺廟，哈利奔猜寺。"Phra That"代表此地是佛教古蹟，收藏有佛祖的頭髮，可能在西元897年興建之時埋入舍利塔。另有Chama Thevi女王紀念祠，祠內具據信是女王安息之地。城市南邊的主要早市，人民至今仍供奉女王雕像。
哈利奔猜王朝的Chama Thevi政權在Angkor王朝(現在之柬埔寨)統治下衰落，時間約是10世紀末。清邁建立者曼格萊王推翻Angkor王朝後，在1281年解放南奔。南奔四周都是農村，間有農田、龍眼果園，每年八月也會舉辦龍眼節。
18°34′49″N 99°00′26″E / 18.5803°N 99.0072°E